# Maryline Salvetat
Maryline Salvetat (ur. 11 sierpnia 1974 w Castres) – francuska kolarka przełajowa i szosowa, dwukrotna medalistka przełajowych mistrzostw świata.

## Kariera
Pierwszy sukces w karierze Maryline Salvetat osiągnęła w 2004 roku, kiedy zdobyła srebrny medal w kategorii elite podczas przełajowych mistrzostw świata w Pontchâteau. W zawodach tych wyprzedziła ją jedynie jej rodaczka Laurence Leboucher, a trzecie miejsce zajęła Niemka Hanka Kupfernagel. Na rozgrywanych trzy lata później mistrzostwach świata w Hooglede była najlepsza, wyprzedzając bezpośrednio Amerykankę Katherine Compton oraz Laurence Leboucher. Była także piąta podczas mistrzostw świata w Zeddam w 2006 roku oraz rozgrywanych dwa lata później mistrzostw świata w Treviso. W sezonie 2003/2004, ulegając tylko Kupfernagel i Holenderce Marianne Vos. Pięciokrotnie zdobywała mistrzostwo Francji w kolarstwie przełajowym, a w 2007 roku była najlepsza także na szosie, zwyciężając w indywidualnej jeździe na czas. W 2008 roku brała udział w igrzyskach olimpijskich w Pekinie, zajmując czternaste miejsce w wyścigu ze startu wspólnego oraz dwudzieste w indywidualnej jeździe na czas. Zajęła także jedenastą pozycję w wyścigu ze startu wspólnego podczas szosowych mistrzostw świata w Stuttgarcie.